# Audemars Piguet
Audemars Piguet é um fabricante suíço de relógios de luxo mecânicos e de pulso, com sede em Le Brassus, Suíça. A empresa foi fundada por Jules Louis Audemars e Edward Auguste Piguet no Vale de Joux em 1875, adquirindo o nome de Audemars Piguet & Cie em 1881. É uma empresa familiar desde a sua fundação.
A empresa é mais conhecida por lançar o relógio de pulso Royal Oak em 1972, o que ajudou a marca a ganhar destaque na indústria relojoeira.